# Yu Xiaogang
Pour les articles homonymes, voir Yu.
Yu Xiaogang est chercheur chinois. Il est connu pour son engagement dans l'écologisme.

## Biographie
Il obtient une licence de physique à l'université de Nankin en 2004, et un diplôme d'ingénieur en 2007, à l'université de Floride à Gainesville.

## Distinctions
- 2009 : prix Ramon Magsaysay pour son engagement en faveur des victimes des projets de barrages en Chine[2].
- Prix Goldman pour l'environnement